# Ali Khodja
Mustapha Khodja (en arabe : مصطفى خوجة et en Tamazight transcrit en Tifinagh : ⵎⵓⵚⵟⴼⴰ ⵅⵓⴵⴰ), dit Ali Khodja (en arabe : علي خوجة en Tamazight : ⵄⵍⵉ ⵅⵓⴵⴰ), né le 12 janvier 1933 à Belcourt (Belouizdad) et mort au combat le 11 octobre 1956 près de Bordj el Kiffan, est un lieutenant de l'Armée de libération nationale (ALN) et chef de la zone 1 de la wilaya IV pendant la guerre d'indépendance de l'Algérie. Il est le fondateur de la première unité d'élite de l'ALN, qui s'illustre notamment lors de l'embuscade de Palestro.

## Carrière militaire

### Dans l'armée française
En 1952-1953, il est contraint d'effectuer un service militaire actif de 18 mois dans l'armée française, d'abord à Boudouaou puis à Bouzareah. Soldat discipliné, apprécié de ses officiers, il n'en demeure pas moins marqué par le dur entraînement et par les injustices subies par les conscrits algériens, en particulier ceux ne sachant pas parler français. Il retourne à la vie civile en jurant de se venger un jour de ce racisme colonial.
À la suite d'une décision du gouvernement français (Faure II) du 21 mai 1955, il est rappelé sous les drapeaux. Ayant désormais un emploi stable et sympathisant avec la révolution algérienne, il vit très mal cette situation. Il ravale néanmoins sa rage et rejoint son nouveau lieu d'affectation : une caserne du Champ-de-Manœuvres à Mustapha. Compte tenu des appréciations positives reçues durant son service militaire, il se voit rapidement confier des responsabilités au sein de la caserne et le grade de sergent.

### Dans l'ALN
Dans sa caserne du Champ-de-Manœuvres, Ali Khodja rencontre un autre rappelé algérien, Ali Souag, et le persuade de déserter avec lui pour rallier la révolution, d'autant plus que celle-ci a besoin d'hommes comme eux, qui savent manier les armes et disposent d'une formation militaire occidentale.
Après l'insurrection du 20 août 1955 dans le Nord-Constantinois qui donne un second souffle à la révolution, les deux hommes commencent à préparer minutieusement leur désertion afin qu'elle soit le plus profitable possible à la cause indépendantiste.
Dans la nuit du 17 octobre 1955, ils profitent du sommeil des soldats français de la caserne pour s'enfuir vers la Casbah (bastion des indépendantistes) avec quelques armes et munitions. Après s'être rendu compte de leur disparition, les forces françaises déclenchent une alerte générale pour les retrouver et envoient plusieurs patrouilles à leur recherche. Les deux Ali trouvent refuge dans une maison dominant la Casbah, à proximité de la clinique Verdun (aujourd'hui, l'EHS Ali Ait Idir). Ils y sont accueillis par plusieurs responsables de l'Armée de libération nationale (ALN) attendant leur venue, dont Amar Ouamrane. En raison de son expérience militaire et de ses capacités de planification dont témoigne son « évasion » de la caserne, Ali Khodja se voit confier la direction d'un groupe de moudjahidine.
À la tête de ce dernier, il mène plusieurs actions contre l'armée française dont les plus importantes sont l'attaque de la caserne d'An Defla et Assoul, dans la commune d'Ouled Moussa, le 23 septembre 1955 (37 soldats français tués) et l'embuscade de Palestro le 18 mai 1956 (20 soldats français tués),,. Sous ses ordres, le groupe se mue progressivement en véritable unité d'élite, ce qui est entériné fin juin 1956 par la décision de la wilaya IV de l'ALN instituant « le commando ».
Typiquement, une opération du commando est organisée de la façon suivante : Ali Khodja élabore un plan d'attaque ou d'embuscade et en communique les grandes lignes aux membres du commando, sans en donner les détails. Ensuite, avec un groupe d'hommes plus restreints, il se rend une première fois sur le lieu prévu de l'opération pour étudier et examiner le terrain. Puis, juste avant la mise à exécution du plan, il s'y rend une deuxième fois pour expliquer aux membres sélectionnés ce qu'ils doivent faire concrètement. Cette méthodologie, couplée à un travail de renseignement efficace (Khodja dispose d'informateurs dans plusieurs casernes de l'armée française), lui permet de remporter de nombreuses victoires.[réf. souhaitée]
Deux mois après le congrès de la Soummam (auquel il participe), Ali Khodja met au point une attaque de la caserne de Bordj El Bahri pour montrer qu'il est aussi capable de porter la guerre dans les villes. Cependant, avant que le plan ne puisse être mis à exécution, un membre du commando est capturé et l'armée française parvient à localiser une des planques d'Ali Khodja : la ferme Benouiniche, en bordure de Bordj El Kiffan. Le 11 octobre 1956, l'installation est encerclée par l'armée française. Ali Khodja et 9 autres moudjahidine sont tués dans les affrontements qui suivent. En janvier 1957, le commandant Azzedine lui succède à la tête du commando.

## Hommages
Après sa mort, l'unité d'élite qu'il dirigeait prend le nom de « Commando Ali Khodja », par lequel elle était déjà couramment désignée.
La 30e promotion (promotion 2003) des élèves officiers de l'École militaire polytechnique de Bordj El Bahri porte son nom.
L'École Supérieure Des Troupes Spéciales (4*RM) située à Biskra créée en 1963 afin de former les troupes aeroportées de l'ANP porte son nom en raison de l'unité d'élite qu'il a commandé au sein de l'ALN durant la guerre d'indépendance.

## Décorations
- Ahid de l'ordre du Mérite national d'Algérie.